# 外来媳妇本地郎
《外来媳妇本地郎》是由广东广播电视台制作的一档轻松、趣味及贴近生活的广东本土情景喜剧，以粵语为主要语言。该剧于2000年4月18日开拍，同年11月4日在广东广播电视台珠江频道播出至今，初期逢週六日晚19:00播出兩集，2024年2月24日起改为周日晚19:00播出兩集，是中国电视史上播出时间最长、播出集数最多的系列电视剧。截至2021年5月15日，该剧已经播出超过4000集。2022年12月10日，《外来媳妇本地郎》以4330集的纪录，获吉尼斯世界纪录认证为“世界上播出时间最长、集数最多的情景喜剧”。
2008年初，該劇剧组被中华人民共和国人事部與国家广播电影电视总局联合授予“全国广播电影电视系统先进集体”荣誉称号。另外，本劇被湖南經視翻拍為湘語情景喜劇《一家老小向前衝》，亦被配音成山东话、四川话版本在各地播出。

## 剧情简介
家住广州荔湾区昌盛街西关大屋的康伯一家有四个儿子，康伯屬意兒子們能找到同聲同氣的「本地媳婦」，誰料四个儿子居然不約而同，娶的都是外地媳妇：長子康祈光娶了河南媳婦，二子康祈宗娶了潮汕媳婦，三子康祈耀娶了上海媳婦，四子康祈祖更娶了個外國媳婦......來自天南地北的家人們同住一個屋簷下，發生一連串令人捧腹大笑的趣事。隨著廣州城市發展和時代的變遷，康家和昌盛街的街坊們一起經歷著生活的高低起伏、甜酸苦辣。

## 制作
| 部                        | 播出日期                    | 开始集数                         | 结束集数                          | 集數         |
| ------------------------- | --------------------------- | -------------------------------- | --------------------------------- | ------------ |
| 第一部                    | 2000年11月4日―2002年2月13日 | 第1集《煩惱的生日》              | 第280集《年初二的紅包（下）》     | 280集        |
| 第二部                    | 2002年5月19日―2004年1月18日 | 第281集《老闆駕到（上）》        | 第634集《外面的世界（四）》       | 354集        |
| 第三部                    | 2004年5月22日―2006年4月30日 | 第635集《香江奇緣（一）》        | 第1044集《速成貴族（下）》        | 410集        |
| 千集大餐                  | 2006年6月18日―2006年8月27日 | 寻觅“宗”迹（上）                 | 粤韵当家                          | 不计入总集数 |
| 第四部                    | 2006年9月2日―2010年2月21日  | 第1045集《人在他鄉（上）》       | 第1747集《旅遊昌盛地（下）》      | 703集        |
| 第五部                    | 2010年7月3日―2012年7月29日  | 第1748集《新紥街坊（上）》       | 第2175集《積習難改》              | 427集        |
| 第六部                    | 2012年8月4日―2015年12月27日 | 第2176集《 回遷幹哪行（上）》    | 第2885集 《夺权计划》             | 709集        |
| 第七部                    | 2016年1月2日―2016年7月10日  | 第2886集《打尖的后果》           | 第2997集《小鲜肉大魔咒》          | 111集        |
| 第八部                    | 2016年7月16日―2017年4月30日 | 第2998集《寿比南山庆八十（一）》 | 第3165集《无端端多了个爸（下）》  | 167集        |
| 第九部                    | 2017年5月6日―2018年7月8日   | 第3166集《真是“劳动”节（上）》   | 第3412集《飞镖飞来一个爹（下）》  | 246集        |
| 第十部                    | 2018年7月14日―2018年12月2日 | 第3413集《暑假神兵》             | 第3494集《讨好未来小舅子 （下）》 | 81集         |
| 第十一部 （春暖花开系列） | 2018年12月8日―2019年3月24日 | 第3495集《冤家初聚頭（上）》     | 第3558集《峰回路转（下）》        | 64集         |
| 第十二部                  | 2019年3月30日-2024年12月1日 | 第3559集《番薯昌惊魂（上）》     | 第4650集《要当对方的扶手棍》      | 1091集       |

該劇于2000年4月18日开拍，同年11月4日开始在珠江频道首播，除第一至四部在播放完畢後分別插播粤语短剧《柴米新人类》《美丽冤家》《大话黄飞鸿》《吉星高照》而暂停数月之外，其余时间在周末时段无间断播出，在2006年2月12日完成1000集播出，2011年10月2日累计已播放超过2000集，2016年7月17日破3000集，2021年5月15日續破4000集。该剧是中国目前最长寿的电视剧，亦是历年来广东省电视剧收视之冠，长期占据周末同时段、甚至是一周电视剧收视冠军，有媒体评论指这是“广东荧屏常年被香港电视节目垄断收视的局面首次被打破”。在播出初期，央视索福瑞机构的收视调查数据表明该剧的平均收视率一直保持双位数，2002年曾历史性地创下广东省域收视率41.39％的记录，该剧主演之一郭昶更履行其许下的“收视破40点就裸跑”的承诺，身穿短裤举着“外剧收视突破40点”的牌子在电视台绕圈庆祝。
2008年时创造了多项中國电视之“最”：中國国内同类电视剧集数最多、播出时间最久、收视率最高、广告效益最好。该剧每年直接投资700万，收益却达到1亿多。
2018年7月起，該劇改用16:9高清格式拍攝，并于同年12月起推出講述天庥愛情故事的特別篇《春暖花開》，片头曲也自此更換為新的歌手重新翻唱的版本，取代已使用超过20年的初期康家主演演唱的原版。
2021年12月10日，《外》剧剧组在广州中环广场保利影城举行“开播廿一年，突破四千集”庆典，庆祝剧集播出4000集。
2024年2月24日，珠江频道进行版面调整，《外》剧播出时段由每周六、日晚上19:00改为每周日晚上19:00，每周四集改为每周两集，“《外》剧即将大结局”的说法在网络上流传，剧组否认相关传言，并透露频道版面调整理由为“《外》剧没法为频道带来更好的经济效益，需要腾出时段给经济效益更好的剧目”。由于资源不足，剧组在完成本年制作量之后暂停拍摄，从2024年12月8日起改为重播以往集数。
2025年1月1日起，广东民生频道于每天17:30从首集开始重播《外来媳妇本地郎》，每次播出三集，该播出版本为重新审核版本，修改了原剧中的部分字幕，部分情节也有所删减。之后广东广播电视台大湾区卫视（仅海外版）于2025年3月3日每天08:00起从首集开始重播，每次播出六集。
2025年3月，《外》剧揭西篇在揭阳市揭西县开机，意味着本剧恢复拍摄。剧组同年稍后宣布将开拍系列短剧。

## 花絮
- 总导演陆晓光在《外》劇開拍8周年慶祝上回顾說，剧中的床、沙发、柜子等家具都是由演職員各自从家里带来提供的，而他本人也承認刚开始想拍完60集交差就算，卻没想到該劇大受歡迎，至今仍在拍攝此劇。[9]导演陆晓光自称，在广州80%-90%讲粤语的演员或主持人都出演过该剧；而广东话剧团、广州话剧团、佛山话剧团的著名演员，也曾出演过该剧。近年也有《麦王争霸》、《叮王争霸》的选手出镜。[6]
- 康祈宗一角（郭昶饰）為此劇中第一個去世的主要角色，其結局在2019年5月25日播出的兩集中交待，引起觀眾關注，更因此登上新浪微博熱搜榜。观众对康祈宗一角的结局交代反应正面[15]。2023年4月8日播出的清明节特别集《当一片叶子落下来》，则以含蓄的方式交代“二哥”郭昶、“康伯”龚锦堂、“苏贵元”陈坚雄、“苏伯”卢海潮等已经去世的剧中演员们的角色去向。
- 剧中虛構的昌盛街設定位於广州荔灣區西關一帶的老城區，鄰近陳家祠[註 5]，剧中经常使用荔枝湾涌作为昌盛街过场画面，而其中早期康家居住的西关大屋、茶餐廳，中期的列家村和後期的旅館乃至街巷亦皆非真实存在的建築，而是在电视台摄影棚內搭建的內景。剧中的外景昌盛街小花园以及醫院、單位等部分內景在廣東电视中心的走廊及休憩用地[註 6]、广东广播电视台员工宿舍取景。但也有时候会走出电视台进行拍摄，譬如荔湾区骑楼比较多的恩宁路，摄制组就曾在该处取景[16]。早期的街景亦曾在廣東电视中心附近的居民區拍攝。

## 演员表

### 康家家庭成员
| 演員                                                                  | 角色   | 介紹 |
| 龚锦堂                                                                | 康而寿 | 康伯、財神康、老康、阿寿 1935年9月7日出生 康家前一家之主，王玉莲之夫 康家細媽之繼子 康而麗之繼兄 康祈光、康祈宗、康祈耀、康祈祖之父 常香蘭、蘇妙嬋、黃菲之家翁 曾由美之乾爹 康天庥、康天佑、康枝子、康保罗之祖父 程天乐之养祖父 退休酒楼会计师，出身在西关世家。精打细算，吝嗇、愛面子、過份專制 因演員年紀漸長，近年已逐漸減少演出，劇情上則安排兩老遷入老人院居住，而片尾的演出名單從2019年起由主演改為友情客串。 在2023年第4389集中交代其过世。 |
| 黄锦裳                                                                | 王玉莲 | 康婶、康师奶、南海麻雀 康而寿之妻 康家細媽之繼媳 康而麗之繼嫂 康祈光、康祈宗、康祈耀、康祈祖之母 常香蘭、蘇妙嬋、黃菲之家姑 曾由美之乾媽 康天庥、康天佑、康枝子、康保罗之祖母 程天乐之养祖母 1939年於佛山南海县出生 家庭妇女，性格厚道，有点糊涂、健忘 因演員年紀漸長，近年已逐漸減少演出，劇情上則安排兩老遷入老人院居住，而片尾的演出名單從2019年起由主演改為友情客串。 |
| 李艳玲                                                                | 細媽   | 阿转、细妈、细嫲嫲 康而寿之继母 王玉莲之继家姑 康而麗之養母 列有银之岳母 康家四兄弟之继祖母 康天庥、康天佑、康枝子、康保罗之继曾祖母 康而寿父亲的第二任妻子，与其年纪相差约30岁 丈夫去世后从广州前往香港定居，其后收养康而丽 持有多年前康家借出财产之借据，並以此幫助康家保住其西關大屋 2004年第635集起出场 |
| 毛泳之                                                                | 康而丽 | CoCo 康家細媽之養女 康而寿之继妹 王玉蓮之小姑子 康家四兄弟之姑姑 康天庥、康天佑、康枝子、康保罗之姑婆 列有银之妻 来自香港，1988年出生 任性贪玩，天资聪敏，爱指挥别人，喜爱潮流，在学校经常遭班主任训斥 2004年第635集起出场，其後前往廣州定居，2008年后离开康家返港，其後再次返回廣州定居 2011年與列有银初遇，其後成為其女友，於2019年中結婚 朋友圈咖啡廳老闆之一 同時與香港好友合夥在佛山設立公司 |
| 吳海傑                                                                | 列有銀 | 有銀哥 列全德之子 列家诚之侄子 康家細媽之女婿 康而丽之夫 康而壽、王玉蓮之妹夫 康家四兄弟之姑丈 康天庥、康天佑、康枝子、康保罗之姑丈公 2010年第1748集起出場 2011年和康而丽初遇，其后成为其男友，於2019年中結婚 朋友圈咖啡廳老闆之一 |
| 苏志丹                                                                | 康祈光 | 阿光、Uncle光、老表光、番薯光 1960年出生 康而寿、王玉莲之长子，兩老遷入老人院後接任康家一家之主 康祈宗、康祈耀、康祈祖之兄 蘇妙嬋、黃菲之大伯 常香兰之夫，於第5集《老大當婚》中結婚 康天佑之父 康天庥、康枝子、康保羅之大伯父 为人老实、内向，时常被自己的弟弟康祈宗整蛊，几乎家里的器物维修和体力劳动都由其代劳，也常有受骗上当的经历，但也有时候做对事情，愛看足球 初時在皮革廠工作，後來被解僱後到學校門口及開舖賣牛雜，前康記士多老闆，前美人廣告有限公司公關部經理 前汝好茶餐厅→一家人餐厅员工，后成为髮廊老闆 現為荔湾人家旅馆老闆之一，在孱仔明報復旅館後成為防火安全责任人。 於2581集和常香蘭設立蘭光快遞，並擔任老闆，設立原意為小區裏不方便的老人代取快遞。 |
| 丁玲                                                                  | 常香蘭 | 香蘭 1975年出生 康而壽、王玉蓮之大媳婦 康祈光之妻 康祈宗、康祈耀、康祈祖之大嫂 蘇妙嬋、黃菲之妯娌 康天佑之母 康天庥、康枝子、康保羅之大伯娘 前汝好茶餐厅→一家人餐厅员工，后成为髮廊老闆娘 来自河南三門峽市郊區的來粵打工妹，机灵、能耐、工作力強，纯朴善良，有时会对自己有自卑感 說中原官話，能完全听懂和說簡單的幾句廣州話 於2581集和康祈光設立蘭光快遞，並擔任老闆，設立原意為小區裏不方便的老人代取快遞。 |
| 张纹博 （2005年-2019年） 楊瀟→賴億寧（2021年起）                      | 康天佑 | 天佑 康而寿、王玉莲之次孙 康祈光、常香兰之子 康祈宗、康祈耀、康祈祖之侄 康天庥之堂弟 康枝子、康保罗之堂兄。 2002年第281集《老闆駕到》中出生。 出生後先在香兰娘家生活，后回到广州与康家生活。 |
| 郭昶 （2000年-2006年） 周小镔 （2007年-2009年）                       | 康祈宗 | 阿宗、宗仔、宗哥、宗老闆、老表宗、墨鱼宗、坑渠宗 1962年出生 2009年去世 康而寿、王玉莲之二子 蘇威艾、何二芳之女婿 康祈光之弟 康祈耀、康祈祖之兄 苏妙婵之夫 蘇貴元之姐夫 蘇喜兒之姑丈 康天庥之父 康枝子、康保羅之二伯父 康天佑之二叔 罗飞雁之家翁 汝好茶餐厅→一家人餐厅 老闆 粵語形容：又黑又瘦又鞋抽，掟出門口狗都唔候（又黑又瘦像個鞋拔，扔出門口狗都不看一眼） 个体户，前裕興五金店老闆，高中毕业，常把没有文化这种说辞挂在嘴边。能说会道，有些狡猾，常和苏妙婵一起被街坊邻居乃至自家人都称之为「市侩」。为人怕吃亏，对不同的事情总能想到许多奇奇怪怪的计谋（但有時反而会弄巧成拙）。经常外出与北方人做生意 2006年起出国做生意，2007年整容后回国，再于2009年再次出国 在2009年时查出患上絕症，因不想增加妻子和家人的負擔，故前往天堂島度過餘生，更編作出“觸犯當地風俗禁忌，被迫娶當地女子”的因由委派律師與蘇妙嬋離婚，最後在天堂島離世。其後康而壽和王玉莲康前往天堂島帶返其骨灰，向康家众人保守該秘密長達十年。生前留下一封信給兒子天庥 為本劇中第二個交待去世的角色 |
| 虎艳芬                                                                | 苏妙婵 | 阿婵、嬋姨、倀雞嬋、鱼腩婵、蘇炒嬋、阿姐 康而壽、王玉蓮之二媳婦 康祈宗之妻 康天庥之母 康祈光之弟婦 羅飛雁之家姑 程天乐之谊母 康祈耀、康祈祖之二嫂 常香蘭、黃菲之妯娌 康天佑之二嬸 康枝子、康保羅之二伯娘 苏威艾、何二芳之女 苏贵元之姊 吴多美之大姑奶 蘇喜兒之姑媽 苏锦添之堂姊 汝好茶餐厅→一家人餐厅老板娘，昌盛街拆迁升级改造时结业 在列家村居住时入股唐汤堂成为老板娘，搬离前退股 返回昌盛街后现为荔湾人家旅馆老板娘 来自潮汕地区，常被称之为「市侩」，对钱财特别紧张，对赚钱做生意十分精明务实，喜欢贪小便宜。 康祈宗所稱「西關三大惡人」之一 雖已與康祈宗離婚，但仍留在康家居住，與列家誠有過短暫交往 同時能操流利潮州話和廣州話，但日常生活上（包括與父母的對話）都只說廣州話。 |
| 李俊毅                                                                | 康天庥 | 天庥、庥仔、虾饺庥 康而寿、王玉莲之长孙 苏威艾、何二芳之外孙 苏贵元、吴多美之外甥 康祈宗、苏妙婵之子 康祈光、康祈耀、康祈祖之侄 苏锦添之堂外甥 羅飛雁之夫 康天佑、康枝子、康保罗之堂兄 蘇喜兒之表兄 程天乐之谊兄弟 1992年於汕頭市出生 起名字因“庥”字是生僻字故有时被人误读成“康天麻”。 出場時為小學生，經歷中學、大學和步入社會，一直出演至今，经常调皮捣蛋、是被宠坏的孩子。有时因为与家长意见不合会闹翻脸。 曾在中學時期改過Wenson、Simon等英文名。現英文名為George，取自第65集。 朋友圈咖啡廳老闆之一 2018年尾前往維加斯而認識羅飛雁，後開始交往，在2019年结婚 2024年5月起因为投资咖啡生意失败而背负巨额债务，只好长期滞留巴西解决债务问题。 |
| 劉瑩瑩                                                                | 羅飛雁 | 阿雁、飛雁 康天庥之妻 康而寿、王玉莲之长孙媳婦 苏威艾、何二芳之外孙媳婦 康祈宗、苏妙婵之媳婦 康天佑、康枝子、康保罗之堂嫂 康祈光、康祈耀、康祈祖之侄媳妇 蘇喜兒之表嫂 程天乐之谊嫂 來自巴西的華裔，能操流利普通話和廣州話 2018年尾出場，在維加斯認識康天庥，後開始交往，在2019年结婚。 名字呼应主题曲中的歌词：“老屋飞入啲外来雁” |
| 赖嘉伦                                                                | 程天乐 | 康而寿、王玉莲之養孫及私人护理 蘇妙嬋之誼子 康天庥之誼兄弟 进入康家後因被蘇妙嬋親切對待，因而引致康天庥妒忌，後和好 曾被误认为康祈宗的私生子 为康祈宗在天堂岛相识的好友之子，为报答康祈宗捐献的眼角膜而报恩照顾两老 目前與王冰冰互有好感 2021年起出场 |
| 彭新智                                                                | 康祈耀 | 阿耀、康科長、康主任、老表耀、鹌鹑耀 康而寿、王玉莲之三子 康祈光、康祈宗之弟 康祈祖之兄 胡幸子之前夫 黄菲之夫 康枝子之父 康天庥、康天佑之三叔 康保羅之三伯父 某机关单位的主任 於2002年第345集提及其30歲，所以推算為1972年出生出生 电大毕业生，为人幽默，有点官瘾，常在家发布政府新闻或者解读报刊新闻材料。 |
| 刘涛                                                                  | 胡幸子 | 古月幸子 於2002年第345集《千里难嬋娟（三）》提及其28歲，所以推算為1974年出生 康祈耀之前妻 康枝子之生母 曾由美之表姐 康天庥、康天佑之前三婶、康保罗之前三伯娘 胡怀昔之表妹 来自上海，在剧中说普通话，偶尔夹杂几句上海话。 漂亮、精明，总认为广州是“乡下” 后因要赴日本发展而与康祈耀离婚，在日本誕下和康祈耀之女枝子 2006年时不幸遭车祸受伤而无法继续抚养枝子，只能把其送返广州康家 |
| 钱莹                                                                  | 黃 菲  | 阿菲、菲菲 政府机关公务员，現為工會主任 康祈耀之下属及妻子 曾由美之闺蜜 康而壽、王玉蓮之三媳婦 康祈光、康祈宗之弟婦 康祈祖之三嫂 常香蘭、蘇妙嬋之妯娌 康枝子之继母，对其视如己出 康天庥、康天佑之三嬸 康保羅之三伯娘 来自四川，但因自幼在广州长大，故讲流利广州话 爱斤斤计较，观念常有与其他人不合的地方 与康祈耀曾經不和，後和好，其后更开始交往并结婚 婚後十分恩愛，凡是吵架都不超過三天 數次被迫為自己和康祈耀不被誤會貪污而掉下或故意弄污名牌物件 2003年第485集起出场。 |
| 何文茵 （2007年-2019年） 陸婉玲 （2021年-2022年） 馮子晴 （2022年起） | 康枝子 | 枝子、Gigi 康而寿，王玉莲之三孙女 康祈耀、胡幸子之女 黄菲之继女 康祈光、康祈宗、康祈祖之侄女 康天庥、康天佑之堂妹，康保罗之堂姊 日本出生，并由生母幸子抚养 2006年回到廣州定居，入住康家 2006年第1085集起出场 |
| 徐若琪                                                                | 康祈祖 | Mark、阿祖（Joe）、老表祖、缩骨祖 1974年出生 康而寿、王玉莲之幼子 康祈光、康祈宗、康祈耀之弟 康天庥、康天佑、康枝子之孻叔 康保羅之父 戴希臣之前女婿 戴安娜之前夫 康保罗之父 喜洋洋影视公司核心职员，直到2019年由牛哥退休後成為老闆 暨南大学毕业生主持MBA，曾是外畫企白领，是个充满现代化气息的青年，交友广泛，鬼点子多，常出鬼主意整蛊同事，因而也经常被同事整蛊报复 2017年与戴安娜离婚。 |
| 郝莲露                                                                | 戴安娜 | Diana 戴希臣之女 康祈祖之前妻 康祈光、康祈宗、康祈耀之前弟媳 康保罗之生母 外企雇员 1974年出生 来自美国加州，在剧中说带英语口音的广州话 为人有爱心，但也容易受骗。因文化差异经常对康祈祖和康家的生活习惯和教子方式等意见不合 初时为康祈祖的MBA老師，更讹称已婚 在美國有家族墓園 2017年与康祈祖离婚，然后回国 |
| 王辰 （2002年-2007年） 谢恩 （2007年-2019年） 孙德林 （2022年至今）   | 康保罗 | 保罗仔、Paul 康祈祖、戴安娜之子 戴希臣之外孙 康而寿、王玉莲之孻孙 康祈光、康祈宗、康祈耀之侄 康天庥、康天佑、康枝子之堂弟 2003年第481集《住家男人（上）》提及在美國出生，同集後半部分出場。 |
| 林星云                                                                | 王文炳 | 阿炳、表哥炳、炳表哥、老表炳、王總、豬頭炳 1954年出生 来自顺德 王玉莲的侄子，康家四兄弟的表哥 在剧中说帶顺德口音粤语 2001年第71集起出場 李彩娥之夫 不時以不同職業身份出現康家面前，甚至會騙康家的財產，被康家責罵。 |
| 廖冬梅                                                                | 李彩娥 | 阿娥 王文炳之妻，康家四兄弟的表嫂，於2010年第1811集離婚，后於2014年2662集復婚，離婚前與王文炳共同擁有一豬場。 於2001年第175集出場，當年因第三胎超生，為躲避政府管理打擊，曾化名「石少娥」（粤语谐音：“食烧鹅”）。 逃过了由天堂鎮開往廣州長途巴士失事一劫後整容回康家，后重整回原貌，後再與王文炳復婚。 |
| 卢海潮                                                                | 蘇威艾 | 蘇Sir、蘇先生、Father/花打、花灑 康祈宗之岳父 蘇妙嬋、苏贵元之父 苏锦添之叔父兼养父 康天庥之外公 吴多美之家翁 蘇喜兒之祖父 2003年第475集起出场 名字普通話諧音：蘇維埃 在2023年第4389集《当一片树叶落下来》中交代其过世。 |
| 卢秋萍                                                                | 何二芳 | 蘇師奶、Mother/媽打、猫乸 康祈宗岳母 蘇妙嬋、苏贵元之母 苏锦添之婶母兼养母 康天庥之外婆 吴多美之家姑 蘇喜兒之祖母 2003年第413集起出场 因演員年紀漸長，近年已逐漸減少演出 |
| 陈坚雄                                                                | 苏贵元 | 贵元、阿Dee、肥仔 苏威艾、何二芳之幼子 苏妙婵之弟 康祈宗之小舅子 苏锦添之堂弟 吴多美之夫 蘇喜兒之父 康天庥之舅父 在剧中说帶潮州口音粤语 性格上較為大男子主義 曾與苏妙婵姐弟情良好，後因误解苏妙婵之意而一直不和，幸最終和好 2003年第501集起出场 因姐弟關係不和，故聯同吳多美自組潮州菜館與一家人餐廳抗衡，和好后於2006年1062集合併兩間餐廳， 沿用「汝好餐廳」名字，之後改名為一家人餐廳。昌盛街拆遷改造重建時餐厅结业，在列家村開設「蘇記士多」 ，於搬回昌盛街時結業。现在荔湾人家旅馆旁重新开设007便利店→本地郎便利店 2023年第4389集《当一片树叶落下来》中提及，苏贵元前往天堂岛参加灾后重建，结果天堂岛再次遭受台风和海啸，贵元自此失踪，再也没有音信。 名字諧音：桂圆 |
| 陳戈                                                                  | 吴多美 | 阿美、肥妹 苏威艾、何二芳之兒媳婦 苏贵元之妻 苏妙婵之弟妇 苏锦添之堂弟妇 蘇喜兒之母 康天庥之舅母 2004年起出场 外貌和言行举止颇为男子气 學習能力極強，擅長修理、烹飪烘焙乃至針黹、按摩等等多項技能 名字諧音：「唔多美」（不怎麼漂亮） |
| 张倩僮                                                                | 蘇喜兒 | 喜兒 苏威艾、何二芳之孫女 苏贵元、吴多美之女 蘇妙嬋之姪女 苏锦添之堂姪女 康天庥之表妹 羅飛雁之表小姑子 2010年出生，2012年起出場 |
| 卢俊宇                                                                | 苏锦添 | 阿添 苏威艾、何二芳之侄子兼养子 蘇妙嬋之堂弟 苏贵元之堂兄 苏喜儿之堂伯父 康天庥之堂舅 容易记仇，但乐于助人 居于潮州，小时候过继与苏威艾和何二芳为子，贵元出生后因误会自行回到亲生父母家中 事隔多年后何二芳、苏妙婵和吴多美邀请其前往广州定居，入住苏家 误会解开后改称何二芳和苏妙婵为妈打和阿姐 2023年第4411集起出場 |
| 赵世林                                                                | 黄 生  | 康祈耀之岳父 黄菲之父 康枝子之外公 2004年起出场 |
| 騰英                                                                  | 黄 太  | 康祈耀之岳母 黄菲之母 康枝子之外婆 2004年起出场 |
| 黑泽恩                                                                | 戴希臣 | 康祈祖之岳父，戴安娜之父 已与戴安娜母亲离婚，并多次表示希望变性 康保罗之外公 2007年起出场 |
| 李翠翠                                                                | 何愛群 | 苏妙婵之舊同學兼親家，初與其不和，最後和好 羅飛雁之母 康天庥之岳母 2019年起出场 |
| 马小倩                                                                | 曾由美 | 由美 胡幸子、胡怀昔之表妹 康而寿、王玉莲之乾女兒 多多之母 黃菲之闺蜜 約1980年出生 喜洋洋影视公司职员 2001年起出场 能說流利粵語，2006年起計的集數中其戲份中已有不少粵語對白 名字諧音：真由美 |
| 周子琳                                                                | 多多   | 曾由美之女 |
| 黃俊英                                                                | 富川龍 | 褲穿窿 苏贵元之乾爺，經常整蛊人而樂，天生怕老婆，他老婆的聲音像白谷靜（祝師奶） 2009年起出场 名字諧音「褲穿窿」（褲子破洞） |

### 街坊、同事、朋友
| 演員   | 角色      | 介紹 |
| 舒力生 | 白谷靜    | 祝師奶、祝姑娘、祝姐姐、祝婆婆、竹絲雞、白骨精 康家鄰居 名字普通話諧音白骨精 1942年於馬來西亞出生 曾暗戀康而壽 為人迷信、吝嗇、聒噪潑辣、說話尖酸刻薄，經常不認老，但有時會出手幫康家及租客解決疑難及問題 康祈宗所稱「西關三大惡人」之一 丈夫己去世，現與楊成通同居 曾在大馬因生意破產 2000年首次出場 祝婉玲之母 雯雯、马小龙之外婆 為祝家大屋包租婆，经常和李彩娇、陈想妹针锋相对。 |
| 黃慧頤 | 祝婉玲    | 婉玲、祝碗玲 白谷静之女 白谷静曾希望讓女儿嫁給康祈耀，但最終嫁給上海人胡懷昔 第一集首次出場 2005年離開劇組，剧中交代随丈夫到上海生活 雯雯、马小龙之母 |
| 張葉石 | 胡懷昔    | 祝婉玲之夫 胡幸子、曾由美表哥 2001年首次出場、2003年離開剧組 |
| 譚俊彥 | 馬小龍    | 小籠包 祝婉玲之子 白谷静之外孫 上海出生，後來到廣州生活 2014年起出場 |
| 陳耀祥 | 關坦明    | 明仔、孱仔明、躝癱明 昌盛街街坊 1963年出生 體型的瘦削程度僅次於康祈宗 康祈宗的宿敵 初出場時為白粉拆家，更曾為了買白粉而打劫康家 經常招搖撞騙，更多次陷害康祈宗夫婦 及後康祈宗轉行飲食業後也隨着開了一家大排檔 2001年首次出場，名字諧音躝癱明 |
| 邵立人 | 梁細蝦    | 梁伯、肥佬梁、屎棋梁 昌盛街街坊 康而壽的棋友 唱粵曲 僅在早期有客串性的配角演出 2001年出場 |
| 譚為基 | 楊成通    | 通叔、羊城通 昌盛街街坊 康而壽的棋友 妻子已去世，現與白谷静同居 马小龙之继外公 名字與羊城通同音 |
| 關聰   | 關義江    | 關叔 昌盛街街坊 康而壽的棋友 2000年首次出場 名字諧音關二哥 |
| 周寧   | 洪八姑    | 八姑 昌盛街街坊 |
| 葉孜慧 | [ 註 44 ] | 葉主任 昌盛街居委会主任 本劇剪接人員之一客串演出。2002年出場 |
| 魯牛   | 阿昌      | 番薯昌、昌哥 昌盛街街坊 康祈宗、蘇妙嬋之宿敵 為人奸詐、不老實 經常陷害康祈宗 之後曾一度入獄，出獄後已從良 在早期有客串性的配角演出，2019年再度出場 |
| 趙志萍 | 昌太      | 阿昌老婆 為人奸詐、不老實 2001年出場 |
| 楊立民 | 達老貢    | 來自河南 常香蘭的表哥 张永芳丈夫，曾离婚后复合 2000年出場、2005年離開剧组 |
| 舒晨   | 张永芳    | 阿中 常香兰的河南老乡 達老貢妻子，曾离婚后复合 2000年出場、2005年離開剧组 |
| 吳蘇妹 | 李彩嬌    | 阿嬌、嬌姐、嬌姨、傻婆嬌、蕃薯嬌 來自粵西茂名一帶，育有四個女兒和一個兒子共五个孩子，稱他們為「五隻化骨龍」 操帶濃重口音的粵語 激動時會揮舞著菜刀、鍋鏟或其它手中握著的東西說話 在第218集《为食猫（下）》和第558集《再论婚嫁（下）》中曾提到老公因躲避计划生育工作队而遭遇车祸去世 自其老公去世後，一直渴望嫁人，且對對象沒有太大要求 非常自恋，经常自称靓女 2001年客串出場，當時是一個做鐘點工的中年婦女，其後在2002年汝好茶餐廳開張後正式成为常驻角色 康祈宗所稱「西關三大惡人」之一 与白谷静、陈想妹针锋相对 前汝好茶餐厅→一家人餐廳的主廚，後餐厅因昌盛街升級改造结业 搬至列家村后成为唐汤堂主廚 返回昌盛街后在荔灣人家旅館旁开设神廚俏嬌娃私房菜餐廳→外來媳婦為食嬌餐廳，成为老闆兼主廚 曾連續被騙多次，共計幾十萬元，後勉強才追回大半 |
| 劉麗丹 | 李大嬌    | 大嬌、大妹 李彩嬌之长女 李二嬌、李三嬌、李四嬌、李小寶之大姐 赵鲲之妻子 五姊弟之中唯一一個會與母親一樣操帶濃重口音的粵語 |
| 利洁莹 | 李二嬌    | 二嬌、二妹 李彩嬌之次女 李大嬌之二妹 李三嬌、李四嬌、李小寶之二姐 口水威前女友 |
| 王琪飞 | 李三嬌    | 三嬌、三妹 李彩嬌之三女 李大嬌、李二嬌之三妹 李四嬌、李小寶之三姐 康天庥前女友 |
| 梁子媛 | 李四嬌    | 四嬌、四妹 李彩嬌之孻女 李大嬌、李二嬌、李三嬌之四妹 李小寶之四姐 喜洋洋影視公司兼職員工 |
| 梁津   | 李小寶    | 小寶 李彩嬌之孻子 李大嬌、李二嬌、李三嬌、李四嬌之弟 |
| 張和平 | 陳想妹    | 作家、老作 來自浙江，2003年出場 昌盛街街坊，祝師奶家大屋的租客，後因昌盛街升級改造搬到列家村成為列家村村長助理，後被村長開除，最後返回昌盛街後為葉主任的助手 為人小器、貪心、相當摳門，一直想認識女朋友但不得要領 与白谷静、李彩娇针锋相对 曾追求朱麗雅，現在是華女的男朋友 十分討厭自己的名字 另分飾陳想財 |
| 楊漢生 | 麥 總     | 一家小公司的總裁，祝師奶家大屋的舊租客 本在家鄉已有一妻子和一個兒子，但到廣州就與湖南女子阿娟相戀，及後兩者決裂 後離開祝師奶家 僅在早期有客串性的配角演出 |
| 馬婷   | 阿娟      | 來自湖南 與麥總相戀 僅在早期有客串性的配角演出 |
| 張蓉蓉 | 江明珠    | 野模、高妹、高腳七 來自黑龍江省哈爾濱市郊區 時裝模特兒 1981年出生 為人囂張 祝師奶家大屋的舊租客 僅在早期有客串性的配角演出 |
| 林以政 | 侯瑞威    | 口水威、猪八戒、豬嘜、口水咸 肥胖,與康祈耀同齡，求學時期曾經與之就讀同一級 多年留級後與康祈祖同級中學畢業 曾結婚三次，現單身，他想去月球遇嫦娥時，天庥說他就是猪八戒 李二娇前男友 不時以不同職業身份出現街坊面前，與孱仔明常佔街坊便宜、賴賬，但為人孝順 |
| 鄺祖樂 | 冼展崔    | 冼師奶、冼姑娘、洗剪吹、阿崔、乸型 胡翠紅之夫 洗白白之父 康祈光髮廊的理髮師、現在在荔灣人家旅館裡開設龍門飛髮髮廊 2007年起出場 初时行為舉止非常女性化，於第3603集起性格大變，並逐步摒除女性化行為 名字取自洗剪吹 |
| 李靜   | 胡翠紅    | 冼展崔之妻 洗白白之母 常香蘭的河南老鄉 2007年起出場 於第3603集意外發現自己懷孕 |
| 钟伯钧 | 冼白白    | 洗白白、白白 冼展崔和胡翠紅之子 苏喜儿之好友 |
| 劉效國 | 趙海明    | 趙處、處長 康祈耀、黃菲的前上司 2000年起出場 |
| 劉亞菲 | 趙 太     | 處太 趙海明之妻 2001年起出場 |
| 伍 燕  | 朱麗雅    | 朱處、處長 康祈耀、黃菲的新上司 朱利安之姊 2014年起出場 患些許臉盲症，分不清二胖子貴元和口水威 曾被陳想妹追求 |
| 梁山山 | 朱利安    | 安仔 朱麗雅之弟 2018年起出場 2019年加入喜洋洋影視公司成為員工 |
| 宋致紅 | 張姨      | 康祈耀、黃菲的同事 2004年起出場 |
| 羅嘉菲 | 程晴      | 晴晴 康祈耀、黃菲的同事 2004年起出場 |
| 李衛東 | 牛三星    | 牛哥、牛魔王 康祈祖的老闆，喜洋洋影視公司老闆，於2019年退休 常香蘭的河南老鄉 唐幗敏丈夫 牛大勇父亲 2001年起出場 曾与康而寿、康祈宗合伙开汝好茶餐厅，退股后开设喜洋洋影视公司 |
| 禤智紅 | 唐幗敏    | 唐小姐、老姑婆、唐唐 康祈祖前上司及同事，前艾菲爾公司及威瑞（中國）有限公司總經理，喜洋洋影視公司職員，於2019年牛哥退休後跟著離職 中年獨身女性，在中了同事陰差陽錯詭計後現為牛哥第二任妻子 自「桃花劫」一集起，暗戀康祈祖，亦曾明戀康祈耀 在第2集客串婚介所员工 口頭禪：「Shut up!」「你同我OUT!」 2000年起出場 |
| 黃俊淇 | 林德奇    | 阿奇﹑無定企 康祈祖的同事，前艾菲爾公司及威瑞（中國）有限公司，喜洋洋影視公司職員 愛貪點小便宜，經常被康祈祖整蠱，故而也常與公司其他同事一起整蠱阿祖 2001年起出場，后于2011年離開剧組 |
| 黃曉華 | 黃小華    | 華女 康祈祖的同事，喜洋洋影視公司職員，作家的女朋友 2003年起出場 |
| 吳曉君 | 阿君      | 康祈祖的同事，前艾菲爾公司及威瑞（中國）有限公司，喜洋洋影視公司職員 2001年起出場 |
| 廖延君 | 廖仁君    | 君仔 康祈祖的同事，喜洋洋影視公司職員 2012年起出場 |
| 趙奔   | 趙鯤      | 前喜洋洋影視公司職員，現在昌盛街開設公司 大嬌的丈夫 |
| 王从希 | 薇薇安    | 羅飛雁的同事 里約文化公司職員 2018年起出場 |
| 姚佩佩 | 莎莎      | 羅飛雁的同事 里約文化公司職員 2018年起出場 |
| 李建龍 | 列漢球    | 列家村村長 列小球之父 2010年起出場 列家村村名影射獵德村 |
| 黎明明 | 列小球    | 列漢球之子 列家村村民 2010年起出場 |
| 何浩鵬 | 唐連偶    | 大碌偶 唐湯堂老闆 唐莲子之兄 列家村村民 2010年起出場 名字與糖蓮藕同音 |
| 羅心悅 | 唐蓮子    | 唐連偶之妹 列家村村民 2010年起出場 名字與糖蓮子同音 |
| 梁少波 | 列全德    | 德叔 列家村村民 列家诚之兄 列有银之父 劇中交待已去世，為本劇中第一個交待己去世的人 2010年起出場 |
| 李偉生 | 列家誠    | 誠叔 列全德之弟 列有银之叔 列家村村民 2014年起出場代兄長去管教列有銀，反對列有銀和康而麗一起，後接受兩人戀情 曾提出自己娶了細妈即康而麗養母這妙計，使列有銀就算成了入贅女婿也不用改姓康 與蘇妙嬋有過短暫交往，於2019年與列彩蝶復合並結婚 |
| 李池湘 | 列彩蝶    | 列家诚之初戀情人，於2019年復合並結婚 列家村村民 2018年起初出場，聯同鬼頭堅/昌企圖詐騙列家诚，事敗後最終入獄，出獄後被列家诚安排列家入住 |
| 龔潔影 | 王冰冰    | 冰冰 荔灣人家家庭旅館服務員、前天庥班长 目前與程天樂互有好感 2006年起出場，天庥未結婚前追求的女神 |
| 冼嘉俐 | 康圓圓    | 圆圆 荔灣人家家庭旅館服務員 2013年起出場 來自陽江的大企業千金，但不願意回家繼承家業 |
| 王茗心 | 何月圓    | 月圆 荔灣人家家庭旅館服務員 2020年起出場，因康圓圓回鄉經王冰冰推薦頂替其職位 |
| 武金川 | 老 牛     | 前昌盛街垃圾清理工 已退休回鄉 2001年出場 |
| 劉效國 | 李幹事    | 康祈耀公司幹事 本劇導演客串 2001年出場 |
| 潘亞曼 | 愛 妹     | 康祈宗鋪頭的員工 第69及70集出場 |
| 賈健美 | 洪 總     | 美人廣告有限公司總經理 康祈光上司 康祈光曾為他捉賊 第91及92集出場 |
| 赖一鸣 | Q 仔      | 汝好茶餐厅的員工 第255及256集出場 |
| 潘慕贞 | Q仔母亲   | Q仔的母亲 第255及256集出場 |
| 苏志丹 | 伍嘉平    | 伍總，西西利集團公司的老闆，外型酷似康祈光 第471～474集出場 |
| 赖一鸣 | 刁昊      | 伍總的男秘書 第471～474集出場 |
| 李跃辉 | 梁家英    | 哭包英、家英哥、英姑 蘇妙嬋的舊同學 梁玉婷之父 2018年出場 |
| 許嘉文 | 梁玉婷    | 婷婷 蘇妙嬋的舊同學的女兒 梁家英之女 罗飞雁之情敌，後和好成為好友 康天庥之好友 喜欢康天庥，最後放棄 最後成為包丁之女友 2018年出場 |
| 刘汉   | 包 丁     | 康天庥之情敌 何爱群在巴西为罗飞雁挑选的结婚对象 最後成為梁玉婷之男友 2019年出場 |
| 刘珂   | 李凯娜    | 飞女、凯娜、凯娜姐、凯娜小姐 明星 顺德人 曾讹称自己为香港人 第551～552集出场 |
| 黄伟香 | 阿兰      | 瘦鬼兰 苏妙婵之老同学兼情敌 第65集出场 |

## 人物关系
- 康伯与康婶已婚并诞下四名儿子，是家中最高决策人，2019年起兩老因年紀漸長而遷入老人院居住，2023年康伯離世。
- 大兒子康祈光與比自己小十多歲的河南人常香蘭結婚，两人有一个儿子叫康天佑，香蘭亦是四位媳婦之中最年輕。兩老遷入老人院後康祈光接替家中最高决策人一職。
- 二兒子康祈宗最早结婚，妻子苏妙婵是潮州人，两人有一个儿子叫康天庥。后康祈宗因在國外患有絕症離世，從而訛稱因做生意觸犯當地風俗禁忌，為保妻子安全而委派律師和蘇妙嬋離婚。但蘇妙嬋仍留在康家生活。兩人的兒子天庥亦在2018年尾與巴西華僑羅飛雁結婚，故飛雁亦為「外來媳婦」。
- 三兒子康祈耀曾与来自上海的胡幸子结婚，但因为幸子要到日本出国发展事业，所以双方因長期缺乏沟通而离婚收场。但他們有一個女兒叫康枝子。阿耀然后再与在同一工作机构的「冤家」黄菲结婚，黃菲祖籍為四川。
- 四兒子康祈祖与美国人戴安娜结婚，并诞下「中美合资产品」儿子称康保罗。平常不與康家同住。现已离婚。
- 胡幸子的表妹曾由美自第85集起因幸子的第一次出差而出現，每當幸子出差就會到康家留宿，但由於幸子的公司之工作量增加了，由美就一直長住康家，目的是替幸子監視康祈耀。但自從祈耀和幸子離婚後，由美與康家就失去了親家親戚的關係，就搬離康家。但因由美被康而壽王玉蓮認作乾女兒，依然在康家和一家人茶餐廳出現。她还曾想介绍黄菲给祈耀认识，但两人早已认识。之後因幸子祈耀的女兒康枝子和由美自己的女兒多多的出生，在某程度上亦有血緣親戚關係。
- 康伯也有一個在香港居住的後母，同时有一个年紀相差很大的继养妹康而麗（CoCo）。康而麗只比天庥年長四歲。
- 二嫂蘇妙嬋除了父母蘇伯和蘇師奶，還有一個叫蘇貴元的弟弟。貴元其後迎娶吳多美為妻，蘇家繼而從潮汕遷至廣州定居。貴元和阿美其後生下女兒喜兒。2023年蘇伯離世，貴元失蹤，蘇家自此只剩下四名女眷。其後蘇師奶邀請作為侄子兼養子的蘇錦添前來廣州定居，與蘇家同住。

## 已故演員
外劇至今已拍攝和播出二十多年，時間跨度之大亦難逃生老病死之自然規律，老演員因年紀漸長已在近年減少演出，更有幾位演員已經逝世：
- 第一位去世的主要演員是扮演二佬康祈宗的郭昶，他在2006年6月14日因胃癌去世，时年49歲。
- 第二位去世的演員是在早期系列扮演梁伯的邵立人，他在2012年5月5日去世，消息指他生於1922年，去世時是90歲。
- 第三位去世的演員是扮演趙處長（早期系列中康祈耀的上司）的劉效國，他在2013年5月25日逝世，時年68歲。
- 第四位去世的是扮演阿娟的演員马婷，她在2016年5月31日逝世，时年53岁。
- 第五位去世的是扮演二嫂蘇妙嬋之弟蘇貴元的演員陳堅雄，他在2022年10月15日因心臟病發作突然去世，时年51歲。
- 而第六和第七位去世的演員分別是飾演康家一家之主康而壽（康伯）的演員龔錦堂，和蘇家一家之主蘇威艾（蘇伯）的演員盧海潮，分別於2023年1月1日（元旦）及1月6日，相隔5日內先後離世，令劇組眾演員非常悲痛，難以接受。龔錦堂生於1939年，終年83歲；盧海潮生於1946年，終年76歲。
- 第八位去世的是扮演戴希臣的演員黑泽恩，他在2023年12月10日逝世，时年81岁。
- 此外，该劇的早期導演陸曉光於2022年12月24日去世，时年76歲。

繼2006年郭昶去世後，2022和2023年先後再有陳堅雄、龔錦堂和盧海潮三位主要演員離世。劇中的蘇妙嬋自此已失去父親、家翁、丈夫和弟弟，蘇家更只剩下女眷。因此劇組在2023年安排盧海潮的兒子盧俊宇參演，成為蘇家一員，劇組稱希望這個安排能讓劇中演員和觀眾得到安慰和溫暖。

## 其他版本

### 电影版
- 《我的大嚿父母》，高志森导演。曾志伟、沈殿霞、余文乐主演，2004年上映。

### 湘语版
- 《一家老小向前冲》，由《外来媳妇本地郎》原著剧本改编，2004年4月18日起在湖南经视首播。2016年1月22日，彭宇、柳岩、杜海涛主演的电影版《一家老小向前冲》在全国上映。

### 鲁语版
- 改名为《外来媳妇济南郎》。由山东电视台引进并以山东话配音，从2007年2月18日（大年初一）起每晚18:55在山东电视台公共·新闻频道播出[17]。

### 川语版
- 改名为《欢天喜地对对和》，由成都电视台引进并以四川话配音，2015年12月21日起每晚18:35至19:35在成都电视台33频道播出两集[18]。

## 衍生节目
- 《我要上外剧》：为剧集选拔新演员的选拔综艺节目，节目总冠军可获得参演《外》剧50集的合约，于2020年7月25日起在珠江频道首播。[19]冠军赖嘉伦于2021年加入剧组，饰演“程天乐”一角至今。

## 备注
1. ↑  本名張竹梅，曾任廣東廣播電視台少兒頻道、文體廣播總監，現廣東廣視傳媒有限公司董事長
2. ↑  前身为广东电视台电视剧制作中心，2010年8月7日公司化后更名为广东广视传媒有限公司[1]
3. ↑  在珠江频道境外版播出的、配有英文字幕版的《外》剧中，片头配有英文名“Kang's Family”；而在珠江频道境外版的EPG[2]中，《外》剧的英文名显示为“Migrant Wives, Local Husbands”。在申请吉尼斯世界纪录时，《外》剧使用的英文名为“Living With the Kangs”。
4. ↑  雖然次子康祈宗的妻子蘇妙嬋是廣東潮汕地区人，不是外省人。但在康家家族嚴格而言，廣府地區本土出生的才是「本地媳婦」，其他地方都是「外地媳婦」
5. ↑  2019年2月9日播出的《地鐵情緣》一集，劇中吳多美帶女兒從家中出發，步行前往陳家祠站乘坐地鐵。可知劇中设定的昌盛街位置離陳家祠不遠
6. ↑  經常在廣東電視台和南方電視台的新聞報道中作為記者外景
7. ↑  2023年1月1日逝世
8. ↑  白谷靜、康家细妈專稱
9. ↑  第109集提及
10. ↑  白谷靜偶稱，僅用於第210集
11. ↑  全名至今未曾提及
12. ↑  曾用名毛琳
13. ↑  张纹博於2019年到澳洲留學而離開劇組，劇組其後發起試鏡找新演員，2021年起改由楊瀟飾演，於《夏天的故事系列》登場，故事結束後再改由賴億寧接演
14. ↑  2006年6月14日逝世
15. ↑  曾用名周晓滨
16. ↑  該劇情於2019年5月25日播出的第3951、3952集《來自天堂的祝福》中交代。不过该集剧中角色卻称康祈宗已离开13年，推測應為以郭昶離世的2006年計算
17. ↑  最初角色由郭昶飾演，但郭昶在2003年不幸患上胃癌，治疗期间僅在打電話時以聲音演出。2006年复发后于6月病逝。2007年剧组安排由新演员周曉濱接棒演出，8月4日起以阿宗整容後回國的安排登场，可惜不獲觀眾接受。2009年周曉濱离开剧组，其后不再安排演员接演，最终于2019年交代其去世
18. ↑  康祈宗偶稱，僅用於第588集
19. ↑  苏贵元、吴多美、苏锦添专称
20. ↑  具体地区不明，剧中曾多次提到其来自汕头或潮州
21. ↑  因劇中多次表示耀於雞年出生，故另一說是1969年
22. ↑  上海民俗认为之外埠
23. ↑  2001年因刘涛寻求发展而离开剧组，劇組安排劉濤於148集《留學東瀛（下）》去日本進修留學。2002年刘涛回来客串第343～346集《千里難嬋娟系列》後正式離開劇組，其後由第三輯起均只在康家各成員对话以及电话中提及
24. ↑  何文茵於2019年因到美國留學離開劇組，劇組其後發起試鏡找新演員，於2021年改由陸婉玲飾演，於《夏天的故事系列》登場，可惜因身高問題以及長相不獲觀眾接受，2022年陸婉玲離開劇組。2022年改由馮子晴飾演，於《难舍难离心头好》登場
25. ↑  因演員郝莲露離開劇組，劇情隨之安排戴安娜与康祈祖於2017年第3195集《離婚之謎》离婚， 並於第3219集《和你前妻做朋友（下）》後离开剧组。然后于2018年回来客串演出第3429～3432集《錦繡前程系列》，拍攝完畢後正式離開劇組
26. ↑  戴希臣專用
27. ↑  2002年至2007年由郝莲露之子王辰飾演，2007年開始由謝恩接替演出，2019年謝恩離開劇組，改由孙德林出演
28. ↑  2023年1月6日逝世
29. ↑  名字於2006年1084集提及
30. ↑  康祈宗、蘇妙嬋、蘇貴元、吳多美專稱
31. ↑  康祈宗早期私下称呼
32. ↑  名字於2006年1084集提及
33. ↑  康祈宗、蘇妙嬋、蘇貴元、吳多美、苏锦添專稱
34. ↑  康祈宗早期私下称呼
35. ↑  2022年10月逝世
36. ↑  吳多美專稱
37. ↑  曾用名陳卓賢
38. ↑  蘇貴元專稱
39. ↑  2023年12月10日逝世
40. ↑  曾用名马琪君
41. ↑  遠波真由美，电影追捕之角色
42. ↑  蘇妙嬋偶稱，僅用於第588集
43. ↑  2012年5月5日逝世
44. ↑  全名至今未曾提及
45. ↑  也曾称来自湛江
46. ↑  但在初期設定为五個兒子
47. ↑  2016年5月31日逝世
48. ↑  康祈祖專用
49. ↑  2013年5月25日病逝
50. ↑  剧中字幕曾写作唐国敏
51. ↑  苏妙婵專用
52. ↑  苏妙婵專用